# Vrouwkes
Vrouwkes is een single van de Nederlandse feestact Snollebollekes uit 2013. Het stond in 2017 als derde track op het album ...En door.

## Achtergrond
Vrouwkes is geschreven door Jurjen Gofers. Het is een carnavalskraker wat bekend staat om het gedeelte van de tekst: "Stop... En door". Het lied was oorspronkelijk bedoeld als grap, maar nadat het lied online viraal ging, nam de groep zelf het ook serieuzer. Op het album ...En door is ook een remix door DJ Maurice te vinden van het nummer.

## Hitnoteringen en prijzen
De single was maar in één hitlijst van Nederland te vinden, en in geen buitenlandse hitlijst. In de Single Top 100 was de piekpositie de elfde plaats in de zestien weken dat het lied in die lijst te vinden was. Het nummer werd beloond met een Buma NL Award voor Beste single 2013.